# Arcipelago Gulag
Arcipelago Gulag è un saggio di inchiesta narrativa, edito in tre volumi, scritto tra il 1958 e il 1968 da Aleksandr Solženicyn sul sistema dei campi di lavoro forzato nell'URSS. Durante il regime comunista, l'utilizzo sistematico della giustizia politica disseminò l'Unione Sovietica di campi di lavoro forzato.
Il Gulag (da: Glavnoe Upravlenie LAGerej i mest zaključenija, Direzione generale dei campi e dei luoghi di detenzione) era un'istituzione penitenziaria volta a rieducare il prigioniero spesso tramite il lavoro. Oggi, con la parola "gulag" in Occidente si intende spesso qualsiasi carcere o campo di prigionia sovietico.
Poggiando su testimoni oculari - vittime superstiti - e materiale primario di ricerca, l'autore vi riversò anche la propria esperienza di prigioniero politico nei campi di lavoro forzato; egli vi percorre l'iter carcerario: dall'istruttoria ai lager speciali, dall'arresto cagionato da una delazione, fino al termine della pena scontata.
Arcipelago Gulag ebbe grande risonanza nell'opinione pubblica internazionale per aver fornito il resoconto più radicale e circostanziato dell'URSS post-rivoluzionaria: Solženicyn vi dimostra che il regime comunista poteva governare sui popoli oppressi dell'Unione Sovietica solo con la minaccia dell'imprigionamento, ma pure che l'economia stessa del Paese dipendeva dalla produttività dei campi di lavoro forzato. L'opera fu pubblicata in Occidente nel 1973 e circolò clandestinamente – in samizdat – nell'URSS fino al 1989, quando fece la sua apparizione sulla rivista letteraria Novyj Mir, in forma ridotta. Dopo la dissoluzione dell'Unione Sovietica, l'opera fu pubblicata liberamente e integralmente; nel 2009 è divenuta una lettura nelle scuole superiori russe.

## Diffusione dell'opera
Concepito nel 1958, Solženicyn fece pervenire clandestinamente il testo in Occidente poiché il KGB era riuscito ad entrare in possesso di una copia e a sequestrarla. L'autore riuscì a microfilmare il testo e a consegnarlo ad alcuni amici francesi.
Nel 1973 il KGB sequestrò una delle tre copie dattiloscritte del testo ancora esistenti sul suolo sovietico, il sequestro avvenne dopo l'interrogatorio di Elizaveta Voronjanskaja, una delle dattilografe di fiducia di Solženicyn, e che era a conoscenza del nascondiglio della copia. Voronjanskaja, il 3 agosto 1973, pochi giorni dopo il suo rilascio in libertà, si suicidò impiccandosi. Solženicyn, che desiderava che la prima pubblicazione del suo libro avvenisse in Russia, appresa questa notizia, decise di permetterne l'immediata pubblicazione all'estero.
Arcipelago Gulag fu pubblicato in prima edizione e in lingua russa dalla casa editrice Éditions du Seuil a Parigi nel 1973; il 12 febbraio 1974, il KGB arrestò Solženicyn e lo costrinse all'esilio.

### L'accoglienza in Italia
Arcipelago Gulag venne pubblicato in Italia il 25 maggio 1974 da Mondadori. Il capo ufficio stampa della Mondadori, Domenico Porzio, lamentò però lo scarso rilievo pubblicitario che la casa editrice dedicò all'opera.
Pietro Citati recensì Arcipelago Gulag sul Corriere della Sera del 16 giugno 1974. Ma considerandolo principalmente il memoriale di un prigioniero scampato a una più dura sorte, consigliava di risparmiarsi una prova così atroce.
Italo Calvino, pur confermando di aver nutrito ammirazione per l'autore che in passato aveva definito "l'uomo che aveva assunto il ruolo di coscienza del suo paese, testimone di verità affermate con rischio continuo, contro la pressione d'un apparato di forze smisurate", espresse tutta la sua delusione per l'opera (e l'autore), contestando l'eccesso dogmatico del messaggio cristiano come unico potere salvifico, contenuto in Arcipelago Gulag.
Carlo Ossola criticò invece il profilo artistico dell'opera. Umberto Eco definì Solženicyn un "Dostoevskij da strapazzo",
e Alberto Moravia sull'Espresso liquidò l'autore come «un nazionalista slavofilo della più bell'acqua». L'opera e il suo autore vennero difesi, tra gli altri, dallo slavista Vittorio Strada, da Enzo Bettiza e da Carlo Bo (autore tra l'altro dell'introduzione all'edizione italiana di Il primo cerchio, pubblicata sempre nel 1974 da Mondadori).
Il giornalista-scrittore statunitense Tom Wolfe commentò la velenosa campagna stampa contro il lavoro di Solženicyn in un articolo pubblicato nel 1976, intitolato significativamente “Incolpare il messaggero”: «Gli intellettuali d’Europa e d’America erano pronti a perdonare a Solženicyn molte cose […] ma per quel suo insistere che tutti gli «ismi» portavano ai campi di sterminio, per questo non era probabile che fosse presto perdonato».

## Sommario dell'opera

### Parte prima - L'industria carceraria
- L'arresto
- Storia delle nostre fognature
- L'istruttoria
- Le mostrine celesti
- Prima cella, primo amore
- Quella primavera
- Nel reparto macchine
- La legge neonata
- La legge sta maturando
- La legge è maturata
- Alla misura suprema
- "Tjurzak"

### Parte seconda - Moto perpetuo
- Le navi dell'Arcipelago
- I porti dell'Arcipelago
- Carovane di schiavi
- Da un'isola all'altra

### Parte terza - Lavoro di sterminio
- Le dita dell'aurora
- L'Arcipelago sorge dal mare
- L'Arcipelago metastatizza
- L'Arcipelago si pietrifica
- Su cosa si regge l'Arcipelago
- Hanno portato i fascisti!
- La vita quotidiana degli indigeni
- La donna del lager
- I pridurki
- Invece dei politici
- I benpensanti
- Toc-toc-toc
- Doppiamente scorticati
- Barattare il destino!
- Gli sizo, le BUR, le ZUR
- I minorenni
- I socialmente vicini
- Le Muse del GULag
- Gli zek come gruppo etnico
- Un servizio da cani
- Il mondo intorno ai lager
- Noi costruiamo

### Parte quarta - L'anima e il reticolato
- Ascesa
- O corruzione?
- La libertà tartassata
- La sorte di alcuni

### Parte quinta - La galera
- Votati alla morte
- Il venticello della rivoluzione
- Catene, catene...
- Perché l'avete tollerato?
- Poesia sotto una lastra, verità sotto una pietra
- Un fuggiasco convinto
- Il gattino bianco
- Evasioni con problemi morali e evasioni con problemi d'ingegneria
- Quei bravi figlioli col mitra
- Quando il terreno della zona comincia a scottare
- A tastoni spezziamo le nostre catene
- I quaranta giorni di Kengir

### Parte sesta - Il confino
- Il confino dei nostri primi anni di libertà
- La peste contadina
- Il confino s'infittisce
- La deportazione dei popoli
- Dal lager al confino
- La vita e gli agi del confinato
- Gli zek in libertà

### Parte settima - Stalin non è più
- Un'occhiata da sopra la spalla
- I dirigenti cambiano, l'Arcipelago resta
- La legge oggi

## Edizioni italiane
- Arcipelago Gulag (3 voll.), traduzione di Maria Olsùfieva, Milano, Mondadori, 1974-78.
- Arcipelago Gulag (2 tomi), a cura di Maurizia Calusio, con un saggio introduttivo di Barbara Spinelli, Collana I Meridiani, Milano, Mondadori, 2001,  pp. XC-2416, ISBN 978-88-04-47905-5. - 3 voll., Collana Classici moderni, Mondadori, 2001, ISBN 978-88-04-48767-8 [traduzione rivista da Maurizia Calusio sull'edizione YMCA Press del 1980, riveduta e modificata in profondità dall'Autore]
- Arcipelago Gulag, Collana Oscar Classici moderni, Milano, Mondadori, 2013, ISBN 978-88-04-62913-9. [questa edizione recepisce sia le integrazioni e aggiunte dell'Autore nel 1980 che i nomi di persone e luoghi apparsi nell'edizione russa del 2006, curata dalla moglie di Solženicyn]